# 丁池
丁池（1917年2月—2008年4月26日），河南省孟津县人。中国人民解放军将领。
1937年，参加革命，抗日战争期间，调任新四军第六支队，任政治部宣传干事，连队政治指导员，1941年起，任新四军第四师政治部宣传科副科长、营政治教导员，新四军第四师十一旅政治部宣传科科长。第二次国共内战时期，历任华东野战军第二纵队教导团政治处主任，第三野战军二十一军政治部联络部部长、卫生部政治委员。1951年，任中国人民志愿军政治部讲师室主任、理训大队政治委员、宣传部副部长。1958年回国，任沈阳军区政治部宣传部部长。1966年，任吉林省军区政治部主任、副政委。2008年4月26日去世。